# Actinotia dilutior
Actinotia dilutior är en fjärilsart som beskrevs av Wagner 1909. Actinotia dilutior ingår i släktet Actinotia och familjen nattflyn. Inga underarter finns listade i Catalogue of Life.